# Kailasapura, Piriyapatna
Kailasapura là một làng thuộc tehsil Piriyapatna, huyện Mysore, bang Karnataka, Ấn Độ.